# Médaille d'Amílcar Cabral
La médaille d'Amílcar Cabral est une distinction décernée par la Guinée-Bissau. Elle porte le nom d'Amílcar Cabral, un patriote et homme politique guinéen.

## Description
L'honneur est rendu aux personnalités qui ont contribué à la naissance puis à l'essor de la Guinée-Bissau. Les citoyens guinéens et étrangers peuvent recevoir l'honneur; la médaille peut également être décernée à titre posthume à une personnalité.
La médaille a la forme d'une étoile à cinq branches entourée d'un cercle ; au centre de l'étoile se trouve l'image d'Amílcar Cabral. Le ruban se compose de trois bandes de taille égale de couleur rouge, jaune et verte.
La Médaille d'Amílcar Cabral ne doit pas être confondue avec l'Ordre d'Amilcar Cabral, une distinction du Cap-Vert. Le président brésilien Luiz Inácio Lula da Silva a reçu les deux distinctions, celle du Cap-Vert en 2004 et celle de la Guinée Bissau en 2010.